# Алекс Райли
Кевин Робърт Кайли младши (роден на 28 април 1981) е американски професионален кечист, по-известен с името му на ринга Алекс Райли. Той има договор с WWE, Той също е част от втория сезон на NXT.
- Прякори
  - A-Ry

- Интро песни
  - Say It To My Face By Jim Johnston (WWE) (30 май 2011-момента)

## Завършващи движения
- TKO (Hit The Showers)
- Повдигащо ДДТ (Lifting DDT)
- Ей-Бомба (A-Bomb)
- Гръбнакотрошач (Spinebuster)
- Корем До Обратно Тръшване (Belly To Back Sideslam)

### Титли и отличия
- Про Kеч (Pro Wrestling Illustrated)
  - PWI го класира #106 от 500-те най-добри кечисти в PWI 500 през 2011 г.

- Световната федерация на флорида (Florida Championship Wrestling)
  - Титла в тежка категория на FCW (FCW Heavyweight Championship) – 1 път